# Zeitenlicht
Zeitenlicht ist das Debütalbum der deutschen Dark-Wave-Band Endraum.

## Geschichte
Nachdem Endraum durch Demoveröffentlichungen bereits eine rudimentär Bekanntheit erlangt hatte und sich die intuitive und kooperative Arbeitsweise des Duos gefestigt hatte schrieben die Musiker 1992 eine Reihe Unternehmen für eine kommende Albumveröffentlichung an. Aus den eingegangenen Angeboten entstand ein Vertrag mit Danse Macabre. Endraum nahm eine Demoversion auf, die das Label bestätigte. Im ‚Weisser Herbst Studio‘ in Frankfurt am Main nahmen Sänger und Texter Hovi Miskovics und der Musiker Roman Rütten darauf folgend das Album Zeitenlicht auf. Das Duo produzierte das Album allein um die eigene Vision nicht zu verfälschen. Arbeitsweise und Vision des Duos beinhaltete ein stetig gemeinsames und nach eigenen Angaben sehr emotionales und spontanes agieren mit dem Ziel Gefühle ungefiltert zum Ausdruck zu bringen. Textideen von Miskovics wurden von Rütten musikalisch umgesetzt oder unterstützt. Zeitenlicht sollte konzeptionell dem Demo Sehnsucht ähnlich werden, wurde allerdings „komprimierter, fast direkter“. Die Abmischung übernahm Uwe „Lassigue Bendthaus“ Schmidt im Sel i/s/c Studio in Frankfurt am Main. Das Mastering Bruno Kramm im Danse-Macabre-Studio in Bayreuth.
Mit Zeitenlicht gelang es Endraum sich „wohltuend aus der Masse“ im Dark Wave hervorzuheben. Die Stücke Zuviel keiner Worte, Der Rosengarten und Regentanz wurden nachkommend auf diversen Kompilationen präsentiert. Zeitenlicht wurde in den Jahren darauf mehrmals neu aufgelegt. So erschien das Album als erste Veröffentlichung des von Endraum gegründeten Labels ‚Weisser Herbst‘ 1997 und über das russische Unternehmen Shadowplay Release 2006.

## Albuminformationen
Das Debütalbum Zeitenlicht wurde 1993 über Danse Macabre mit neun separaten Titeln und einer Spielzeit von 48:02 veröffentlicht. Die Gestaltung übernahm Hovi Miskovics.

### Titelliste
1. Nostalgie: 0:55
2. Regentanz: 5:02
3. Der Rosengarten: 8:40
4. Zuviel Keiner Worte: 4:30
5. Des Zeitenlicht Spur: 5:08
6. Der Wanderer: 8:40
7. Der Träumer Der keiner ist: 4:32
8. Schlafendes Tal: 7:35
9. Tres Turi: 3:00

### Stil
Endraum zählt mit frühen Veröffentlichungen wie Zeitenlicht zu den Urinterpeten des literarisch geprägten und musikalisch uneinheitlichen Genres Neue Deutsche Todeskunst. Endraum nutzt einfache romantisch wirkende Musik, an der Schnittstelle von Electro Wave und Neoklassik. E-Bass, Synthesizer und Drumcomputer untermalen und begleiten den Textvortrag zwischen Sprechen und Singen. Die Musik auf Zeitenlicht ziele darauf den Hörern „Tränen in die Augen“ zu treiben. „Es soll zum Heulen bringen.“ So transportiere das Album eine „Melancholie, die Deine Lakaien seinerzeit auf Deine Lakaien für sich beansprucht“ habe. Die Texte erzählen dabei Varianten tragischer Romanze, mit Variationen, die es dem Hörer ermöglichen, nie in Monotonie zu verfallen.